# Gilbert Garcera

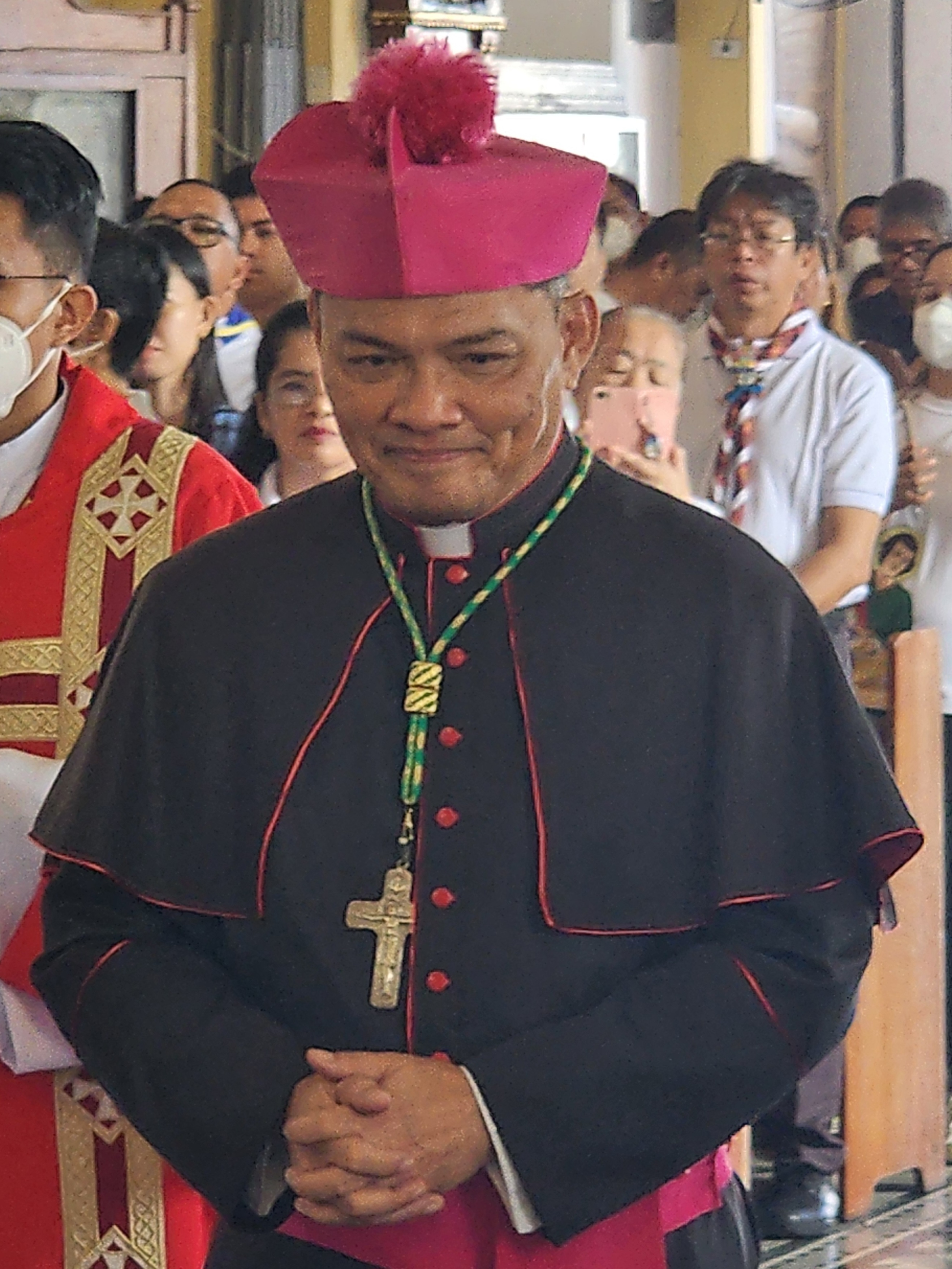
Gilbert Garcera 2024

Gilbert Armea Garcera (* 2. Februar 1959 in Magarao, Camarines Sur, Philippinen) ist Erzbischof von Lipa.

## Leben
Gilbert Garcera empfing am 29. Mai 1983 durch den Erzbischof von Caceres, Teopisto Valderrama Alberto, das Sakrament der Priesterweihe.
Am 4. April 2007 ernannte ihn Papst Benedikt XVI. zum Bischof von Daet. Der Erzbischof von Caceres, Leonard Zamora Legaspi OP, spendete ihm am 29. Juni desselben Jahres die Bischofsweihe; Mitkonsekratoren waren der Erzbischof von Cotabato, Orlando Quevedo OMI, und der emeritierte Bischof von Daet, Benjamin Almoneda. Die Amtseinführung erfolgte am 30. Juni 2007.
Am 2. Februar 2017 ernannte ihn Papst Franziskus zum Erzbischof von Lipa.